# Atolón Vaavu
El Atolón Vaavu es un atolón de las Maldivas, comprende geográficamente de 2 atolones, el principal atolón Vaavu y el Atolón circular de 9 km de diámetro, es deshabitado y consta de una sola isla. El atolón consta de 20 islas sin contar los innumerables islotes que tiene. Este atolón está ubicado a 64,37 km de la capital Malé, 90 minutos en lancha y 5 horas en una embarcación lenta. Es la administración más pequeña es términos de población pues tiene solo 5 islas habitadas. Está ubicada entre las latitudes 3° 41' N y 3° 13' N.
El Atolón Vaavu tiene el arrecife más extenso del país: 55 km de largo de manera ininterrumpida. Debido a su ubicación geográfica a diferencia de otros atolones, es el que menos puestos comerciales posee.